# Aratika
Aratika is een bewoond atol dat administratief behoort tot de gemeente Fakarava  in het midden van de Tuamotu archipel in Frans-Polynesië, in de Grote Oceaan. Sinds 1977 is dit atol, samen met zes andere atollen van de gemeente Fakarava aangewezen als Biosfeerreservaat. 

## Geografie, geschiedenis, demografie en economie
Dit atol ligt 35 km zuidoostelijk van Kauehi, het dichtst bij zijnde atol en 480 km noordoostelijk van Tahiti. Het atol heeft de vorm van een haaientand met een maximale lengte van 20 km en een breedte van 17 km. Het landoppervlak is 8,3 km2 en het wateroppervlak van de lagune is 145 km2 In het noorden zijn twee bevaarbare doorgangen naar zee. Het atol ontstond uit koraalriffen rond een vulkaan die 56,1 tot 58,9 miljoen jaar gelden 1595 m oprees vanaf de zeebodem.
De eerste Europeaan die melding maakt van het eiland is de Baltisch/Duitse zeevaarder Otto von Kotzebue in  maart 1824, zonder dat hij het eiland een naam gaf. De Franse ontdekkingsreiziger Jules Dumont d'Urville beschreef het eiland in september 1838.
In de negentiende eeuw werd het eiland Frans territoriaal bezit. Er woonde toen ongeveer 30 mensen. Volgens de bevolkingsstatistiek uit 2017 wonen er 225 mensen. De bevolking leeft van de vangst van zeekomkommers en de kweek van pareloesters (Pinctada). 

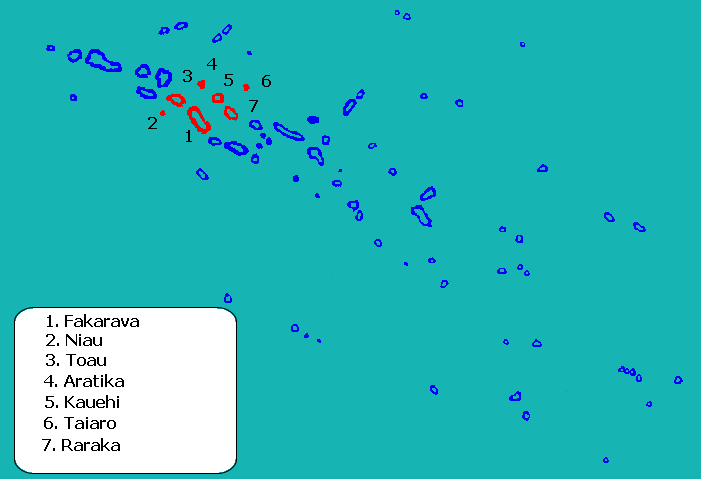
Positie van Aratika (4) binnen de Tuamotueilanden

Bestuurlijk hoort het eiland tot de gemeente Fakarava samen met de eilanden Kauehi, Niau, Raraka, Taiaro en Toau. Er zijn twee start- en landingsbanen op het eiland. Een baan van 700 m lengte in privébezit en een baan van 1000 m bij het dorp Paparara in het noordoosten. Via deze baan waren er volgens cijfers uit 2019 175 tot 240 vluchten en werden 1200 tot 3200 passagiers vervoerd.

### Ecologie
Het eiland is een biosfeerreservaat waarop 41 vogelsoorten voorkomen en acht soorten van de Rode Lijst van de IUCN, waaronder de met uitsterven bedreigde phoenixstormvogel (Pterodroma alba) en de endemische Tahitiaanse patrijsduif (Alopecoenas erythropterus) en de tuamotukarekiet (Acrocephalus atyphus).